# Río Carcarañá
Río Carcarañá är ett vattendrag i Argentina. Det ligger i den centrala delen av landet, 300 km nordväst om huvudstaden Buenos Aires, och mynnar ut i Rio Parana.
Omgivningen kring Río Carcarañá består huvudsakligen av våtmarker. Området är  glesbefolkat, med 18 invånare per kvadratkilometer.